# Gocheok Sky Dome
O Gocheok Sky Dome (hangul: 고척스카이돔; hanja: 高尺----) é um estádio de beisebol localizado em Gocheok-dong, Seul, Coreia do Sul. É o estádio de referência dos Kiwoom Heroes. O estádio é usado principalmente para basebol e tem capacidade para 16.813 espectadores para jogos de beisebol. O estádio substituiu o Estádio de Beisebol de Dongdaemun e foi inaugurado em 15 de setembro de 2015. Ele também serve como local de concertos, com capacidade para cerca de 25.000 espectadores.

## Lista de eventos de entretenimento
| 10 de Outubro               | EXO            | N/D                                               | 22,000 |
| 12 de Dezembro              | N/D            | Super Seoul Dream Concert                         | N/D    |
| 30 de Dzcembro              | N/D            | KBS Song Festival                                 | N/D    |
| 2016                        |                |                                                   |        |
| 12 e 13 de Novembro         | BTS            | BTS 3RD Muster [ARMY.ZIP +]                       | 38,000 |
| 19 de Novembro              | N/D            | 8th Melon Music Awards                            | N/D    |
| 27 de Novembro              | N/D            | Super Seoul Dream Concert                         | 20,000 |
| 2017                        |                |                                                   |        |
| 7 e 8 de Janeiro            | Big Bang       | 0.TO.10                                           | 64,000 |
| 11 de Janeiro               | Metallica      | WorldWired Tour                                   | 18,000 |
| 18 e 19 de Fevereiro        | BTS            | 2017 BTS Live Trilogy Episode III: The Wings Tour | 40,000 |
| 10 de Junho                 | Britney Spears | Britney Spears: Piece of Me Tour                  | 14,000 |
| 7 de Agosto                 | Wanna One      | Wanna One Premier Show                            | 20,000 |
| 15 de Agosto                | Ariana Grande  | Dangerous Woman Tour                              | 19,422 |
| 23 de Setembro              | Sechs Kies     | 20th Anniversary Concert                          | N/D    |
| 24, 25 e 26 de Novembro     | EXO            | EXO Planet 4 – The EℓyXiOn                        | 66,000 |
| 2 de Dezembro               | N/D            | 9th Melon Music Awards                            | N/D    |
| 8, 9 e 10 de Dezembro       | BTS            | 2017 BTS Live Trilogy Episode III: The Wings Tour | 60,000 |
| 25 de Dezembro              | N/D            | SBS Gayo Daejeon                                  | N/D    |
| 30 e 31 de Dezembro         | Big Bang       | Last Dance Tour                                   | 70,000 |
| 2018                        |                |                                                   |        |
| 13 e 14 de Janeiro          | BTS            | BTS 4th Muster [Memory Cloud]                     |        |
| 25 de Janeiro               | N/D            | 27th Seoul Music Awards                           | N/D    |
| 6 de Abril                  | Katy Perry     | Witness: The Tour                                 | —      |
| 1, 2 e 3 de Junho           | Wanna One      | Wanna One World Tour One: The World               | 60,000 |
| 13, 14 e 15 de Julho        | EXO            | EXO Planet 4 – The EℓyXiOn                        |        |
| 9 de Outubro                | Sam Smith      | The Thrill of It All Tour                         | —      |
| 1 de Dezembro               | N/D            | 10th Melon Music Awards                           | N/D    |
| 25 de Dezembro              | N/D            | SBS Gayo Daejeon                                  | N/D    |
| 2019                        |                |                                                   |        |
| 5 e 6 de Janeiro            | N/D            | Golden Disc Awards                                | N/D    |
| 24, 25, 26, e 27 de Janeiro | Wanna One      | Wanna One Final Concert: Therefore                | —      |
| 27 de Fevereiro             | Maroon 5       | Red Pill Blues Tour                               | —      |